# Christian Barbier (acteur)
Pour les articles homonymes, voir Christian Barbier et Barbier.
Christian Barbier est un acteur français né le 28 juin 1924 à Saint-Ouen (Seine) et mort le 3 novembre 2009 à Manosque (Alpes-de-Haute-Provence).

## Biographie
Il commence sa carrière au théâtre tant sur les scènes françaises que belges. Il interprète ainsi en 1960 au théâtre de Poche de Bruxelles le docteur Korczak dans Korczak et les Enfants d'Erwin Sylvanus, auteur allemand proche pendant la Seconde Guerre mondiale de l'idéologie nazie avant d'évoluer vers des positions humanistes. Il s'illustre dans le drame plus que dans la comédie.
Au cinéma de long-métrage, il se  distingue surtout dans des rôles secondaires comme dans L'Armée des ombres de Jean-Pierre Melville (1969).
Apparu dans un certain nombre de feuilletons et téléfilms de la fin des années 1960 au début des années 1980, Christian Barbier acquiert une certaine notoriété grâce au personnage de Joseph Durtol, héros de L'Homme du Picardie (1968), feuilleton mythique de la télévision française.
Il meurt le 3 novembre 2009 à Manosque,,.

## Confusion
Il est souvent confondu avec l'animateur radio homonyme. À sa mort, un article de La Libre Belgique lui rendit hommage comme si lui et l'animateur d'Europe 1 n'avaient été qu'une seule et même personne.

## Théâtre
- 1955 : Le Troisième Jour de Ladislas Fodor, mise en scène Victor Francen, théâtre des Ambassadeurs
- 1956 : Marie Stuart de Frédéric Schiller, mise en scène Raymond Hermantier, théâtre Hébertot
- 1962 : Des souris et des hommes de John Steinbeck, mise en scène Marc Cassot, Comédie des Champs-Élysées
- 1967 : Dieu, empereur et paysan de Julius Hay, mise en scène Georges Wilson, TNP théâtre de Chaillot
- 1968 : Biedermann et les Incendiaires de Max Frisch, mise en scène Bernard Jenny, théâtre du Vieux-Colombier
- 1969 : Off limits d'Arthur Adamov, mise en scène Gabriel Garran, théâtre de la Commune
- 1971 : Les Fourberies de Scapin de Molière, théâtre Montansier : Scapin
- 1981 : Les Amours de Jacques le fataliste de Denis Diderot, Charleroi
- 1991 : Loire d'André Obey, mise en scène Jean-Paul Lucet, théâtre des Célestins
- 1992 :  Le Livre de Christophe Colomb, mise en scène Sylvie Mongin Algan, théâtre des Célestins
- 1994 : Le Tartuffe de Molière, mise en scène Jacques Weber, théâtre Antoine
- 1994 : La Guerre civile de Henry de Montherlant, mise en scène Régis Santon, théâtre Silvia-Monfort, théâtre des Célestins
- 1995 : Le Tartuffe de Molière, mise en scène Jacques Weber, théâtre de Nice, théâtre des Célestins
- 2006 : Le Gardeur de silence de Fabrice Melquiot, mise en scène Franck Berthier

## Filmographie

### Cinéma
- 1956 : Alerte au Deuxième Bureau de Jean Stelli : Verdier
- 1964 : Lucky Jo de Michel Deville : le commissaire
- 1964 : Week-end à Zuydcoote d'Henri Verneuil : Paul
- 1965 : La Vie de château de Jean-Paul Rappeneau : le colonel
- 1966 : Trans-Europ-Express d'Alain Robbe-Grillet : Lorentz
- 1966 : La Loi du survivant de José Giovanni
- 1966 : L'Homme qui osa de Jean Delire
- 1966 : Marie Soleil de Antoine Bourseiller
- 1967 : Lamiel de Jean Aurel : Vidocq
- 1967 : Maigret à Pigalle de Mario Landi : Torrence
- 1967 : L'Homme qui valait des milliards de Michel Boisrond : Carl
- 1968 : L'Homme à la Buick de Gilles Grangier : Maxime
- 1968 : Le Franciscain de Bourges de Claude Autant-Lara : abbé Barret
- 1969 : L'Armée des ombres, de Jean-Pierre Melville : le Bison
- 1969 : La Désirade d'Alain Cuniot : l'automobiliste
- 1969 : Istanbul, mission impossible de Roger Corman : Sulley Boulez
- 1969 : L'Hiver de Marcel Hanoun : le producteur
- 1970 : Les Jambes en l'air de Jean Dewever : Marcel
- 1970 : La Horse de Pierre Granier-Deferre : Léon
- 1970 : Paix sur les champs de Jacques Boigelot : Stanne Vanasche
- 1972 : Les Tueurs fous de Boris Szulzinger : l'ouvrier
- 1973 : La Chambre rouge de Jean-Pierre Berckmans : René Noris
- 1973 : Les Granges brûlées de Jean Chapot : l'officier de gendarmerie
- 1973 : L'Affaire Crazy Capo de Patrick Jamain
- 1973 : Le Gang des otages d'Édouard Molinaro : le brigadier
- 1976 : Blondy de Sergio Gobbi
- 1977 : L'Homme pressé d'Édouard Molinaro : Le cardiologue
- 1977 : Jambon d'Ardenne de Benoît Lamy : l'entrepreneur
- 1980 : Trois hommes à abattre de Jacques Deray : Liethard
- 1982 : Hiver 60 de Thierry Michel : le père d'André
- 1983 : Le Voyage d'hiver de Marian Handwerker : Corbin
- 1985 : Brigade des mœurs de Max Pécas : Robert Capes
- 1986 : Suivez mon regard de Jean Curtelin
- 1988 : La Maison assassinée, de Georges Lautner : Brigue
- 1991 : L'Année de l'éveil Gérard Corbiau : le colonel
- 1993 : Mayrig d'Henri Verneuil : père Pignon
- 1994 : Éternelles d'Érick Zonca : le père (court-métrage)
- 2001 : Une belle journée de Frédérique Dolphyn : Jean (court-métrage)

### Télévision

#### Téléfilms
- 1964 : Les Indes noires de Marcel Bluwal : Silfax
- 1965 : Tarass Boulba d'Alain Boudet : Tarass Boulba

- 1972 : Le Grillon du foyer de Jean-Paul Carrère : John Peery-Bingle
- 1973 : Coup de sang de Jean-Paul Carrère : Vincent Tuarelli
- 1975 : Le Bon Samaritain de René Gainville : Émile
- 1975 : Les Malfaisants de Jean Kerchbron: Beuil
- 1979 : Cinéma 16, épisode L'Œil du sorcier d'Alain Dhénaut : le docteur Lavaronnière

- 1981 : Sept hommes en enfer de Youri Komerovsky : Guillaume

- 1984 : La Lanterne des morts de Francis Fehr
- 1993 : Martineau et le Portrait de femme de Daniel Moosmann : Mestre
- 1997 : La Serre aux truffes de Jacques Audoir : Faustin
- 1997 : Le Surdoué d'Alain Bonnot : le Tigre
- 1998 : La Grande Béké d'Alain Maline : le préfet
- 1999 : Le Porteur de destins de Denis Malleval : Baptiste Ruaud
- 1999 : Retour à Fonteyne de Philomène Esposito : Antoine

- 2001 : Retour à Locmaria de Williams Crépin : Kervanenec

#### Séries télévisées
- 1966 : Corsaires et Flibustiers de Claude Barma : le Libournais Louba
- 1968 : Les Enquêtes du commissaire Maigret de Michel Drach, épisode L'Inspecteur Cadavre : Étienne Naud
- 1968 : L'Homme du Picardie de Jacques Ertaud : Joseph Durtol

- 1973 : Les Rois maudits de Claude Barma : Jacob van Artevelde
- 1973 : Un homme, une ville de Joseph Drimal : Maurice Jumié
- 1973 : La Ligne de démarcation de Robert Mazoyer : Marcellin
- 1974 : Messieurs les jurés, épisode L'Affaire Lusanger d'André Michel : L'avocat général
- 1974 : Les Cinq Dernières Minutes, épisode Rouges sont les vendanges de Claude Loursais : le commissaire Le Carré
- 1975 : Les Cinq Dernières Minutes, épisode Le Coup de pouce de Claude Loursais : le commissaire Le Carré
- 1977 : Les Lettres volées de Pierre Goutas : Étienne Voirot
- 1978 : Preuves à l'appui, épisode Les Loups du bois de Jean Laviron : Pierre Guerdon
- 1979 : Bauduin des mines de Michel Jakar : Jean-Baptiste Bauduin
- 1979 : Le Jeune Homme vert de Roger Pigaut : l'abbé Le Couec
- 1979 : Mon ami Gaylord de Pierre Goutas : Grand-Pa

- 1980 : La Fortune des Rougon d'Yves-André Hubert : Pierre Rougon
- 1981 : Sans famille de Jacques Ertaud : Gaspard Acquin
- 1982 : Les Amours des années grises, épisode Mon village à l'heure allemande de Marlène Bertin : Boudet
- 1984 : Julien Fontanes, magistrat, épisode Un coup de bluff de Daniel Moosmann : Jeff Stenay
- 1986 : Marie Pervenche, épisode Une tigresse dans le moteur de Claude Boissol : Brisbal
- 1986-1988 : Espionne et tais-toi d'Alain Franck : Charles
- 1987 : L'Heure Simenon, épisode Le Fils Cardinaud de Gérard Mordillat : Drouin
- 1988 : La Vie en panne d'Agnès Delarive : Vardi

- 1991 : Les Hordes de Jean-Claude Missiaen : Pablo
- 1995 : Théo la tendresse, épisode La Nouvelle de la semaine d'Yves Amoureux